# 曾元裕
曾元裕（9世纪—878年？），唐朝后期軍事人物。

## 簡介
曾元裕歷官左散骑常侍。黃巢之亂時，任招讨副使，镇守洛阳。黃巢掠蘄黃，被曾元裕擊敗，斬首四千餘人，黃巢遁逃濮州。乾符五年（878年）正月初五在申州（今河南信阳）以东大破王仙芝的部隊，擊殺萬餘人。招讨使宋威老病貪功，朝廷遂以元裕取代宋威为招讨使（“诸道行营招讨使”），颍州刺史张自勉为招讨副使。宋威還駐青州（今山东益都）。至此，王仙芝一路败退。乾符五年（878年）二月又在黃梅（今湖北黃梅西北）擊破王仙芝。王仙芝被俘斬。以功任平卢节度使，镇守青州。当年被杨损取代，去职原因不详，也无后事记载，未详是否当年即卒于任上。